# Ligia persica
Ligia persica is een pissebed uit de familie Ligiidae. De wetenschappelijke naam van de soort is voor het eerst geldig gepubliceerd in 2010 door Khalaji-Pirbalouty & Wägele.